# Стрепетов, Алексей Александрович
Алексе́й Алекса́ндрович Стре́петов (род. 16 января 1950, Колпино, Ленинград, РСФСР, СССР) — советский футболист, полузащитник, нападающий, российский тренер. Мастер спорта СССР (1976). Заслуженный тренер России (2024).

## Биография
Воспитанник колпинского клуба «Ижорец». Начинал играть на позиции нападающего, затем переквалифицировался в полузащитника. В высшей лиге чемпионата СССР выступал в 1968—1976 годах в составе ленинградского «Зенита». Следующие три года провёл в первой лиге в «Динамо», был капитаном команды. В 1980 году играл за команду второй лиги «Строитель» (Череповец).
Закончив играть, работал тренером в «Ижорце» и «Светлане», которые выступали в чемпионате Ленинграда. В начале девяностых основал сборную ветеранов Ленинграда. В 1996 был главным тренером клуба «Карелия-Эрзи» Петрозаводск. В 1997 году тренировал «Сортавалу». С 1999 года работал тренером в клубной системе «Зенита», в 2007 был начальником дубля, в 2010 — селекционером «Зенита».
В 2005 году Алексею Стрепетову было присвоено почетное звание «заслуженный работник физической культуры РФ».
С 2009 года совместно с Кириллом Набутовым комментировал матчи «Зенита» на петербургском телеканале 100ТВ.
В 2014 году входил в группу консультантов ФК «Петербург», участвовавшего в первенстве МРО «Северо-Запад» III дивизиона.
По состоянию на начало 2018 года — советник генерального директора ФК «Динамо» Санкт-Петербург.
По состоянию на начало 2019 года — работник селекционного отдела ФК «Зенит» Санкт-Петербург.